# Skandinaviska Granit AB

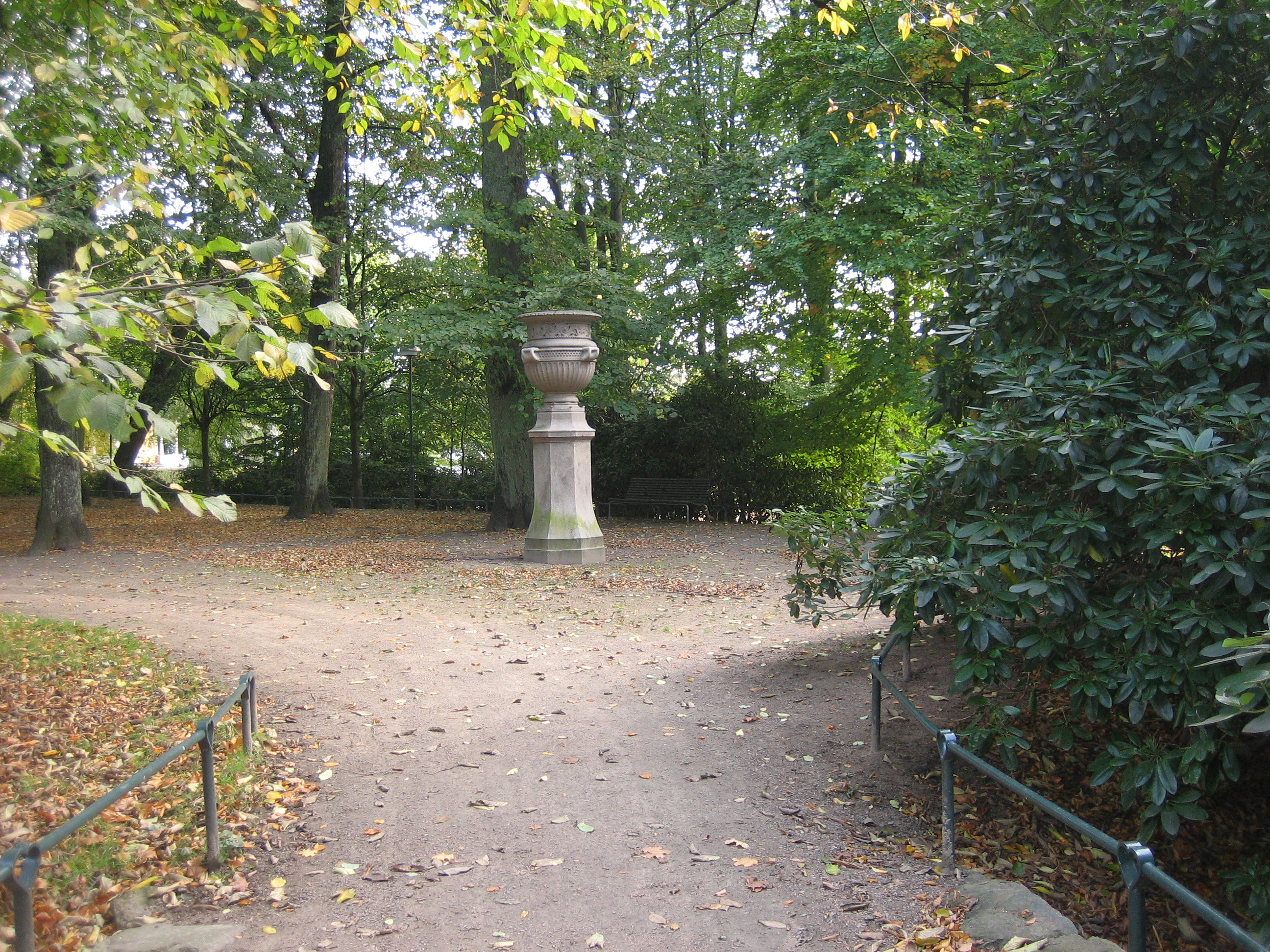
Söndrumsurnan i Norre katts park i Halmstad, från 1909, formgiven av Ferdinand Boberg, ursprungligen för Konstindustriutställningen 1909 i Stockholm

Skandinaviska Granit AB var ett stenföretag, som bildades 1876 i Halmstad som Halmstads Stenhuggeri AB för att bryta sten och tillverka tuktad gatsten i Söndrum, framför allt för export till Danmark. År 1905 bildades Skandinaviska Granit AB, vilket tog över Halmstad Stenhuggeris stenbrott i Bohuslän och Halland.
År 1894 köptes Hallands Stenhuggeri av den tyska firman Nic. Petersen i Flensburg, som omvandlade brytningen till ett storbrott med ett nytt produktionssystem och ett spårbundet transportsystem. Den nya ägaren inköpte också stenbrottet i Hjälmedal i Brastads socken i Bohuslän. Sten såldes till Danmark, Tyskland och Storbritannien. Makadam, som såldes framför allt till Köpenhamn i Danmark, producerades från 1894 av skrotstenen i en stenkross, som åstadkom mycket vitt damm och kallades för "Vita huset". I början på 1900-talet var huvuddelen av bolagets produktion förlagd till ett antal stenbrott i Bohuslän. För att genomföra en stor satsning i Rixö i Brastads socken krävdes ytterligare kapital och hösten 1905 bildades Skandinaviska Granit AB, som tog över alla stenhuggerier som tillhört Halmstad Stenhuggeri 
Vid sekelskiftet började ett mer industribetonat produktionssystem införas i den svenska stenindustrin. Mekaniseringsgraden ökades inte minst genom installering av stenklyvningsmaskiner. Det var först Halmstads Stenhuggeri AB, och sedermera Skandinaviska Granit AB, som satsade på sådan mekanisering. Skandinaviska Granit anlade i Rixö en gatstensfabrik med användning av tryckluft samt eldrivna kranar och transportanordningar.
Granitindustrin var först och främst en exportindustri och därför ytterst känslig för kriser och konjunktursvängningar. År 1908 flyttades bolagets säte till Göteborg och hela aktiekapitalet kom nu i svenska händer.
Skandinaviska Granit AB upphörde 1965.